# ناثانيل ديفيس
ناثانيل ديفيس (بالإنجليزية: Nathaniel Davis)‏ هو دبلوماسي أمريكي، ولد في 12 أبريل 1925 في بوسطن في الولايات المتحدة، وتوفي في 16 مايو 2011 في كلاريمونت في الولايات المتحدة.

## وصلات خارجية
- ناثانيل ديفيس على موقع إن إن دي بي (الإنجليزية)